# ناحیه ایگانگا
ناحیه ایگانگا (به لاتین: Iganga District) یک منطقهٔ مسکونی در اوگاندا است که در استان شرقی، اوگاندا واقع شده‌است. ناحیه ایگانگا ۴۹۹٬۶۰۰ نفر جمعیت دارد و ۱٬۱۳۸ متر بالاتر از سطح دریا واقع شده‌است.